# Liste deutsch-bulgarischer Städte- und Gemeindepartnerschaften
Dies ist eine noch unvollständige Liste von Städte- und Gemeindepartnerschaften zwischen Deutschland und Bulgarien.
| Deutsche Gemeinde                      | Bundesland             | bulgarische Gemeinde    | Oblast         | seit                                                                                      |
| -------------------------------------- | ---------------------- | ----------------------- | -------------- | ----------------------------------------------------------------------------------------- |
| Berlin Bezirk Friedrichshain-Kreuzberg | Berlin                 | Sofia Bezirk Oborischte | Sofia-Stadt    | 1999                                                                                      |
| Cottbus                                | Brandenburg            | Targowischte            | Targowischte   | 1975                                                                                      |
| Eisenhüttenstadt                       | Brandenburg            | Dimitrowgrad            | Chaskowo       | 1958                                                                                      |
| Erfurt                                 | Thüringen              | Lowetsch                | Lowetsch       | 1996                                                                                      |
| Frankfurt (Oder)                       | Brandenburg            | Wraza                   | Wraza          | 2009                                                                                      |
| Freudenstadt                           | Baden-Württemberg      | Sandanski               | Blagoewgrad    | 2009                                                                                      |
| Gera                                   | Thüringen              | Sliwen                  | Sliwen         | 1965                                                                                      |
| Hamburg Bezirk Eimsbüttel              | Hamburg                | Warna                   | Warna          | 2003                                                                                      |
| Hersbruck                              | Bayern                 | Rila                    | Kjustendil     | 1989 (Kontakt)                                                                            |
| Hohenstein-Ernstthal                   | Sachsen                | Welingrad               | Pasardschik    | 2000                                                                                      |
| Kaiserslautern                         | Rheinland-Pfalz        | Plewen                  | Plewen         | 1999                                                                                      |
| Mittweida                              | Sachsen                | Gabrowo                 | Gabrowo        | 2001                                                                                      |
| Ortenaukreis                           | Baden-Württemberg      | Oblast Widin            | Widin          | 2011                                                                                      |
| Rostock                                | Mecklenburg-Vorpommern | Warna                   | Warna          | 1966                                                                                      |
| Schmalkalden                           | Thüringen              | Montana                 | Montana        | (Freundschaft des deutschsprachigen Gymnasiums in Montana mit dem Schmalkalder Gymnasium) |
| Seeheim-Jugenheim                      | Hessen                 | Karlowo                 | Plowdiw        | 2018(Städtefreundschaft)                                                                  |
| St. Wendel, Landkreis                  | Saarland               | Oblast Stara Sagora     | Stara Sagora   | 2009                                                                                      |
| Suhl                                   | Thüringen              | Smoljan                 | Smoljan        | 1998                                                                                      |
| Ulm                                    | Baden-Württemberg      | Silistra                | Silistra       | 2002                                                                                      |
| Ulm                                    | Baden-Württemberg      | Widin                   | Widin          | 2002                                                                                      |
| Waren (Müritz)                         | Mecklenburg-Vorpommern | Gorna Orjachowiza       | Weliko Tarnowo | 2002                                                                                      |
| Weferlingen                            | Sachsen-Anhalt         | Swilengrad              | Chaskowo       | 2000                                                                                      |